# Григорий Кулик
Вижте пояснителната страница за други личности с името Кулик.
Григо̀рий Ива̀нович Кулѝк (на руски: Григо̀рий Ива̀нович Кулѝк) е съветски военачалник, маршал на Съветския съюз. 

## Биография
Григорий Кулик е роден на 9 ноември 1890 г. в селско семейство в стопанството Дудниково, Полтавска губерния на Руската империя (сега в Украйна). Завършва 4-ти клас в местното училище.
На военна служба в царската армия от ноември 1912 г. В състава на артилерийска част взима участие в Първата световна война. Извървява пътя от редник до старши унтерофицер. През 1917 г. е приет в болшевишката партия. През ноември същата година се завръща на родното си място, където сформира червеноармейски отряд. В състава на този отряд през 1918 г. влиза в РККА. По време на Гражданска война в Русия служи под началството на Климент Ворошилов, като командващ артилерията на 5-а, 10-а, а по-късно и 14-а армия. Взима участие в отбраната на Царицин (по време на която се запознава със Сталин), в ликвидирането на антисъветските метежи в Белгород, Харков и на Дон. За участие в потушаването на Григориевския метеж, през май 1919 г. е награден с орден „Червено знаме“. От юни 1920 г. е началник на артилерията на 1-ва конна армия на Семьон Будьони, в състава на която участва в боевете против войските на Деникин, Врангел, в Съветско-полската война. През 1921 г., за заслуги на този пост, е награден с втори орден „Червено знаме“. В годините на гражданската война, Кулик е раняван пет пъти.
От юни 1921 г. е началник на артилерията на Северокавказкия военен окръг. През 1924 г., след завършването на Висшите академични курсове за висшия команден състав на РККА, заема длъжността помощник-командир на артилерията на РККА. От 1925 г. е заместник-председател на Военно-промишления комитет на Висшия съвет на народното стопанство. През 1926 г. Кулик заема поста началник на Главното артилерийско управление (съкр. ГАУ) на РККА, на който остава до 1929 г. На следващата година постъпва на обучение във Военната академия „Фрунзе“. След завършването ѝ през 1932 г., Кулик, за придобиване на командирски опит, е назначен за командир-комисар на 3-ти стрелкови корпус. През 1936 г., под псевдонима „Генерал Купер“ взима участие в гражданската война в Испания, където встъпва в качеството си на военен съветник на главнокомандващия Мадридския фронт. През май 1937 г. се завръща в СССР, където от 23 май, по лично предложение на Сталин отново заема поста началник на Главното артилерийско управление на РККА, сменяйки арестувания Н. Ефимов. Взима участие в проведените от 1 до 4 юни заседания на Военния съвет към Народния комисар на отбраната по делото „Тухачевски“. На 14 юни 1937 г., на Г. Кулик е присвоено военното звание командарм 2-ри ранг. През 1938 г. Кулик, заедно с няколко други военачалници, се обръща с писмо към Сталин, в което прави предложение да се прекратят репресиите против командния състав. 
През януари 1939 г. Кулик е назначен за заместник на Народния комисар на отбраната на СССР и му е присвоено званието командир 1-ви ранг. През лятото на същата година, начело на следствена комисия, пристига в района на боевете на Халхин Гол, за разследване на действията на Георгий Жуков. Опитите на Кулик да се меси в командването на войските на 1-ва армейска група (в критичния момент на боя Кулик предлага на Жуков да изведе артилерийските части от плацдарма на река Баин Цаган) довеждат до това, че на 15 юли Народния комисар по отбраната изпраща телеграма до своя заместник и го отзовава в Москва. През септември 1939 г., на Кулик е възложена задачата по координацията на действията на Украинския и Беларуския фронтове, осъществяващи операцията по окупацията на Западна Беларус и Западна Украйна. В качеството си на заместник-началник на Генералния щаб на РККА по артилерията, взима участие в подготовката на армейските и артилерийските части преди Зимната война. През 1940 г., „за образцово изпълнение на боевите задания на командването в съветско-финландската война“, той получава „Златна звезда“ на Герой на Съветския съюз. Присвояването на званието маршал на Съветския съюз на 7 май 1940 г. е пиковият момент в неговата военна и политическа кариера.
В първите дни на Великата Отечествена война, Кулик е изпратен на помощ на командването на Западния фронт. На 23 юни Григорий Иванович пристига в Бялисток, за да ръководи действията на 3-та и 10-а армии и организира контраудар със силите на конно-механизирани групи. Заедно с войските на 10-а армия попада в обкръжение, остава без връзка и успява да се върне зад фронтовата линия едва след две седмици. През септември 1941 г. поема командването на 54-та отделна армия, която след прехвърлянето си на северозападното направление заема отбрана на десния бряг на река Волхов. Жуков, назначен от 14 септември на поста главнокомандващ на Ленинградския фронт, поставя пред командването на 54-та армия задачата да премине в настъпление към района на Мга, с цел пробив на блокадата на Ленинград. Към активно настъпление обаче, 54-та армия преминава едва на 26 септември, когато отделната армия е преподчинена на Ленинградския фронт, а за неин командир вместо Кулик е назначен генерал-лейтенант М. Хозин. През октомври на Кулик е възложено командването на 56-а отделна армия, отправена в защита на Ростов. На 9 ноември 1941 г., с лично разпореждане на Сталин, Григорий Иванович е изпратен в Керч на помощ на 51-ва армия. Войските, които той получава в подчинение, се намират в плачевно състояние – по-голямата част от дивизиите имат по 300 бойци. Да се удържат позициите е невъзможно, и на 16 ноември Керч пада в ръцете на противника. На 19 ноември, след като евакуираните от Крим войски заемат отбранителни позиции на Таманския полуостров, Кулик, в качеството си на представител на Ставката на Южния фронт се оттегля от Ростов на Дон. На следващия ден, немските войски влизат в града. След поредния неуспех е отзован в Москва. На 16 февруари 1942 г. е осъден от Върховния съд на СССР по обвинение в предаването на Керч и Ростов, лишен от награди и понижен в звание генерал-майор, а също така е изключен от ЦК на партията. 
От март 1942 г. генерал-майор Кулик е в разпореждане на Народния комисар на отбраната на СССР. През април 1943 г., по някои свидетелства – благодарение на застъпничеството на маршал Жуков, е повишен в генерал-лейтенант и назначен за командващ на 4-та гвардейска армия, влизаща в състава на Степния военен окръг. С началото на преобразуването на окръга в Степен фронт армията е изведена в резерв на Ставката. От 19 до 23 юли по време на боевете на белгородско-харковското направление армията воюва в състава на Степния фронт. После до август отново е в резерв. С включването на 13 август 1943 г. на 4-та гвардейска армия в състава на Воронежкия фронт, Кулик взима участие в Белгородско-Харковската стратегическа настъпателна операция, но не ръководи дълго действията ѝ – още през септември той е отстранен от командването на армията и приведен в разпореждане на Главно управление „Кадри“. От януари 1944 до април 1945 г. е заместник-началник на Главно управление за сформиране и окомплектоване на РККА. Вероятно за дейността си на този пост, през 1944 г., той е награден с четвърти орден „Червено знаме“ (към този момент са му върнати част от наградите). На 21 февруари 1945 г. е награден с трети орден „Ленин“. На 27 април 1945 г., на заседание на партийната колегия при Комисията за партиен контрол, Кулик е освободен от заеманите длъжности и му е отнет партийния билет. С постановление на Съвета на народните комисари на СССР от 19 юли 1945 г. Кулик е понижен в звание генерал-майор. След войната е назначен за заместник-командир на войските на Приволжкия военен окръг.
От 28 юни 1946 г. е в оставка. На 11 януари 1947 г. е арестуван. На 23 август 1950 г. е осъден на разстрел, заедно с генералите Василий Гордов и Филип Рибалченко, по обвинение „в организирането на заговорническа група за борба със съветската власт.“. За Кулик е докладвано, че в пиянски разговори се изказва крайно неуважително за партията и Сталин.. На 24 август 1950 г. присъдата е приведена в изпълнение. На 11 април 1956 г. е реабилитиран, един от първите сред репресираните военачалници, а през 1957 г. посмъртно му е възстановено званието маршал на Съветския съюз (въпреки че при осъждането си на разстрел той е генерал-майор, а по делото от 1942 г. Кулик не е реабилитиран).

## Оценка на дейността
Главното артилерийско управление на РККА, работещо в тесен контакт с отбранителната промишленост, отговаря за своевременната разработка, изпитание и доставка на оръдия, миномети и стрелково оръжие. На 3 май 1937 г. Кулик отново заема поста началник на ГАУ на РККА. На този пост той остава до 21 юни 1941 г. В мемоарната литература е трудно да се намери положителен отзив за професионалната дейност на маршал Кулик, например:
Голяма вреда в подготовката на армията за война принесоха известни изводи, направени след испанската война. Под влиянието на такива, издигнали се след испанската война дейци като Кулик, бяха преразгледани възгледите за използване на танковите войски, бяха ликвидирани вече съществуващи крупни механизирани съединения, – влезе в ход теорията, че те не са нужни, че танковете са нужни само и непосредствено за поддръжка на пехотата. 
Подобен род оценки се срещат и в спомените на Борис Ванников, Василий Грабин и много други. Като цяло в историографията, Кулик е прието да се оценява като „бързо издигнато протеже“ на Сталин, некомпетентен в професионално отношение, придържащ се към сложни възгледи за водене на война. Но съществуват и противоположни гледни точки за неговата личност, която е главен образ в работите на такива изследователи като Юрий Мухин и Виктор Суворов.

## Личен живот
Първата жена на Кулик е Лидия Яковлевна Паул, немкиня по произход. Запознават се в Ростов на Дон, където Григорий Иванович се лекува след раняване. Бащата на Лидия Яковлевна е заможен селянин – „кулак“, по съветската терминология. Получил съобщение от Централната контролна комисия на ВКП (б) „за контрареволюционни връзки с експлоататори“, Кулик се развежда със съпругата си. През 1930 г. Кулик се запознава с една от московските красавици, Кира Ивановна Симонич, за която скоро се жени. Нейният баща – русифицирания сърбин граф Симонич, е бил предводител на дворянството и е служил в царското контраразузнаване, за което е и разстрелян от чекистите през 1919 г. Същата участ е постигнала и двамата братя на Кира Ивановна. Майка ѝ и двете ѝ сестри емигрират от СССР, а тя нееднократно е арестувана от НКВД . Още преди брака си с Кулик, когато е живяла в Ленинград, Кира Ивановна е била следена заради това, че по мнението на чекистите, „води свободен живот и се познава с чужденци“. През септември 1939 г. сътрудниците на НКВД хващат Кира Ивановна на улицата, отвеждат я в Лубянка и скоро тайно я разстрелват. . За съдбата ѝ Кулик така и не узнава. През октомври 1940 г., той се жени за съученичката на дъщеря си – Олга Яковлевна Михайловска. Разликата във възрастта им е тридесет и две години. На сватбата присъства и Сталин.